# Lierse SK
Koninklijke Lierse Sportkring este un club de fotbal din Lier, Belgia, care evoluează în Prima Ligă. Echipa susține meciurile de acasă pe Stadionul Herman Vanderpoorten, cu o capacitate de 15.500 de locuri.

## Lotul curent
La 27 iulie 2010
| Nr. |          | Poziție | Jucător                 |
| --- | -------- | ------- | ----------------------- |
| 1   | Japonia  | P       | Eiji Kawashima          |
| 2   | Belgia   | F       | Kris De Wree            |
| 3   | Brazilia | F       | Bruno Camacho           |
| 4   | Franța   | F       | Julien Tournut          |
| 5   | Maroc    | M       | Youssef Sekour          |
| 6   | Belgia   | M       | Joeri Dequevy           |
| 7   | Egipt    | A       | Mohamed El-Gabbas       |
| 8   | Ghana    | M       | Akwety Mensah           |
| 9   | Belgia   | A       | Jurgen Cavens (captain) |
| 10  | Egipt    | M       | Ahmed Samir             |
| 11  | Belgia   | F       | Gonzague Vandooren      |
| 12  | Serbia   | P       | Vladan Kujović          |
| 13  | Canada   | A       | Tomasz Radzinski        |

| Nr. |                   | Poziție | Jucător             |
| --- | ----------------- | ------- | ------------------- |
| 15  | Belgia            | F       | Frédéric Frans      |
| 17  | Macedonia de Nord | M       | Nderim Nexhipi      |
| 19  | Camerun           | A       | Roudolphe Douala    |
| 20  | Egipt             | M       | Mohamed Abdel Wahed |
| 21  | Belgia            | A       | Gunter Thiebaut     |
| 22  | Belgia            | P       | Matz Sels           |
| 23  | Belgia            | M       | Kevin Janssens      |
| 24  | Țările de Jos     | F       | Roel van Hemert     |
| 25  | Belgia            | F       | Timothy Dreesen     |
| 26  | Camerun           | A       | Joseph-Desire Job   |
| 27  | Belgia            | F       | Garry De Graef      |
| 28  | Belgia            | M       | Christophe Meyers   |
| 29  | Africa de Sud     | M       | Lance Davids        |

## Palmares
- Prima Divizie Belgiană:
  - Câștigători (4): 1931-32, 1941-42, 1959-60, 1996-97
  - Locul doi (2): 1934-35, 1938-39
- Divizia Secundă Belgiană:
  - Câștigători (2): 1926-27, 2009-10
  - Locul doi (1): 1952-53
- Belgian Second Division Final Round:
  - Câștigători(3): 1974, 1988, 2006
- Cupa Belgiei:
  - Câștigători (2): 1968-69, 1998-99
  - Locul doi (1): 1975-76
- Supercupa Belgiei:
  - Câștigători (2): 1997, 1999